# Enterogona
Enterogona — rząd żachw. 
Do rzędu zaliczają się następujące podrzędy:
- Phlebobranchia
- Aplousobranchia